# Cabinet Kretschmann II
Pour les articles homonymes, voir Cabinet Kretschmann.
Land de Bade-Wurtemberg
Kretschmann I Kretschmann III
Le cabinet Kretschmann II (en allemand : Kabinett Kretschmann II) est le gouvernement du Land de Bade-Wurtemberg entre le 12 mai 2016 et le 11 mai 2021, sous la 16e législature du Landtag.

## Historique du mandat
Dirigé par le ministre-président écologiste sortant Winfried Kretschmann, ce gouvernement est constitué et soutenu par une « coalition noire-verte » entre l'Alliance 90 / Les Verts (Grünen) et l'Union chrétienne-démocrate d'Allemagne (CDU). Ensemble, ils disposent de 89 députés sur 143, soit 62,2 % des sièges du Landtag.
Il est formé à la suite des élections régionales du 13 mars 2016.
Il succède donc au cabinet Kretschmann I, constitué et soutenu par une « coalition verte-rouge » entre les Grünen et le Parti social-démocrate d'Allemagne (SPD).

### Formation
Au cours du scrutin, les Grünen captent 30 % des voix, devenant pour la première fois de leur histoire la plus importante force politique dans un parlement. Le SPD, au contraire, s'effondre à 11 %, réalisant le pire score de son histoire et passant à la quatrième place des formations politiques dans le Land.
Bien qu'une « coalition en feu tricolore », rassemblant la majorité sortante et le Parti libéral-démocrate (FDP/DVP) dispose de la majorité absolue, Kretschmann décide de se tourner vers la CDU, qui a gouverné le Bade-Wurtemberg entre 1952 et 2011. Les chrétiens-démocrates acceptant de discuter avec les écologistes, ils entreprennent des négociations le 30 mars. Celles-ci aboutissent le 29 avril, permettant de former la première coalition verte-noire de l'histoire allemande, mais la troisième alliance entre la CDU et les Grünen depuis 2008.

### Succession
Au cours des élections régionales du 14 mars 2021, les Grünen confirment leur position de premier parti du Land devant la CDU. Si une alliance en feu tricolore avec le Parti social-démocrate et le Parti libéral-démocrate est de nouveau possible, les écologistes choisissent finalement de reconduire leur association avec les chrétiens-démocrates. L'exécutif cède donc le pouvoir à l'issue de son mandat de cinq ans au cabinet Kretschmann III, également formé d'une coalition verte-noire.

## Composition
- Les nouveaux ministres sont indiqués en gras, ceux ayant changé d'attributions en italique.

| Poste                                                                           | Ministre | Ministre                 | Parti  |
| ------------------------------------------------------------------------------- | -------- | ------------------------ | ------ |
| Ministre-président                                                              |          | Winfried Kretschmann     | Grünen |
| Vice-ministre-président Ministre de l'Intérieur, du Numérique et des Migrations |          | Thomas Strobl            | CDU    |
| Ministre des Finances                                                           |          | Edith Sitzmann           | Grünen |
| Ministre de l'Économie, du Travail et du Logement                               |          | Nicole Hoffmeister-Kraut | CDU    |
| Ministre de la Justice et des Affaires européennes                              |          | Guido Wolf               | CDU    |
| Ministre de l'Éducation, de la Jeunesse et des Sports                           |          | Susanne Eisenmann        | CDU    |
| Ministre de la Science, de la Recherche et de la Culture                        |          | Theresia Bauer           | Grünen |
| Ministre des Affaires sociales et de l’Intégration                              |          | Manfred Lucha            | Grünen |
| Ministre des Transports                                                         |          | Winfried Hermann         | Grünen |
| Ministre de l'Environnement, du Climat et de l’Énergie                          |          | Franz Untersteller       | Grünen |
| Ministre du Milieu rural et de la Protection des consommateurs                  |          | Peter Hauk               | CDU    |